# 628

## أحداث
- نهاية الحرب الساسانية-البيزنطية 602-628 في 628 والتي بدأت في 602.
- نهاية الحروب البيزنطية الساسانية في 628 والتي بدأت في 285.
- نهاية حروب الروم والفرس في 628 والتي بدأت في 53 ق.م.
- البيزنطيون يعودون ليسيطروا على القدس بعد السيطرة الفارسية في شهر سبتمبر.
- عقد صلح الحديبية بين قبيلة قريش ورسول الإسلام محمد بن عبد الله في سنة 6 هـ.

## مواليد
- الإمبراطور غاوزونغ من تانغ
- سنان بن سلمة بن المحبق الهذلي
- عاصم بن عمر بن الخطاب

## وفيات
- قباذ الثاني.
- مقتل ملك الدولة الساسانية كسرى الثاني.